# Рене Ґіль
Рене Ґіль (René Ghil); уроджений Рене Франсуа Ґільбер (René François Ghilbert; 1862—1925) — французький поет-інструменталіст кінця XIX — початку XX століття зі школи декадентів. Автор теорії відповідності між музичними інструментами і кольорами.
Вперше звернув на себе увагу публіки в 1886 році невеликою книжкою «Le traîté du Verbe», де викладена теорія музикальності складу. Подібно поетові Артюру Рембо, який стверджував, що кожен голосний звук у вірші представляється йому кольором (напр. А — чорний, Е — білий, О — блакитний, і т. д.), Ґіль намагався довести, що А викликає настрій величавості, О — пристрасті, Е — болю, що і приголосні мають свій особливий колорит або приховане значення, що, наприклад, з'єднання звуків r і u змушує думати про труби, флейти, кларнети, з іншого боку, викликає уявлення про ніжність, кохання тощо. Незважаючи на явну парадоксальність, книга Ґіля мала великий успіх і водночас викликала довгий ряд критичних оцінок.